# Tim Senders
Tim Senders (Utrecht, 25 juni 1990) is een Nederlands televisiepresentator. Hij is vooral bekend van Streetlab, Willem Wever en Betreden Op Eigen Risico.

## Loopbaan
Senders volgde basisonderwijs aan de Kohnstammschool in Utrecht en middelbaar onderwijs aan de Werkplaats Kindergemeenschap en studeerde vervolgens in 2012 af aan de Academie voor Theater en Dans te Amsterdam in de richting mime.
Met zijn vrienden Daan Boom, Jasper Demollin en Stijn van Vliet, die bij elkaar op de middelbare school zaten, vormde hij eerst het collectief 'Klapstoel, toen het programma 'ZO' op Veronica. Later vormde hetzelfde viertal de basis voor het programma Streetlab (2014) in samenwerking met KRO-NCRV. Ze werden met het programma genomineerd voor de 50ste Gouden Televizier-Ring (2015). Hierna presenteerde hij meerdere programma's, zowel op de televisie als online.
Tim Senders is ook actief op YouTube, waar hij in de serie 'Op avontuur met de opa van Tim' met zijn opa Frits (89) allerlei uitstapjes onderneemt.
In 2021 presenteerde Senders het kindertelevisie programma Willem Wever samen met Edson da Graça.
In 2020 deed Senders mee aan het televisieprogramma Britt's Beestenbende. In 2021 deed hij mee aan de Videoland-editie van De Verraders.
In 2021 presenteerde Senders het Discovery Channel-televisieprogramma How Do They Do It?. Vanaf 2022 deed hij dit samen met presentator Joep van Deudekom.
In 2022 deed Senders mee aan Zapp detective: Politie Alert als zichzelf. In hetzelfde jaar speelde Senders de rol van politieagent in het Sinterklaasjournaal en nam hij deel aan Voor het blok en De Invasie van België.
In 2023 deed Senders mee aan Waku Waku. In 2024 deed hij samen met Juvat Westendorp mee aan Say Whut!?. In datzelfde jaar deed hij mee aan Pokerface.
In 2024 presenteerde Senders het programma Factcheckers op NPO 3 samen met Joep van Deudekom en Marijn Frank.

## Televisie
- Zo kan het ook (2012) - met Daan Boom, Jasper Demollin, Stijn van Vliet
- Streetlab (2014) - met Daan Boom, Jasper Demollin, Stijn van Vliet
- Streetlab - Op Reis (2016)
- Streetlab - Niet Te Geloven (2017)
- Hotel Romantiek (2017)
- Betreden Op Eigen Risico (2018)
- Op avontuur met de opa van Tim (2018)
- Willem Wever (2019) - met Edson da Graça
- Streetlab - Camping de Liefde (2020)
- Family Drop (2021)
- How Do They Do It? (2021)
- Streetlab - De Liefde (2021)
- Try Before You Die (2022)
- De Faker (2022)
- Factcheckers (2024)